# Chuck Folds
Chuck Folds (* 4. Mai 1938 in Cambridge (Massachusetts)) ist ein US-amerikanischer Jazzpianist des Stride Piano und Swing.

## Biografie
Chuck Folds spielte um 1970 in der Band von Lou McGarity mit Wild Bill Davison und wurde vor allem durch seine Zusammenarbeit mit Doc Cheatham ab 1972 bekannt, mit dem er bis zu dessen Tod im Jahr 1997 auftrat, regelmäßig sonntags im New Yorker Jazzclub Sweet Basil. Er wirkte auch 1992 an dessen Columbia-Album The Eighty-seven Years of Doc Cheatham mit. In den späteren Jahren nahm er einige Soloalben für Arbors Records auf, die in der Stride-Tradition von James P. Johnson und Fats Waller stehen. 1992 spielte er bei Rick Fay (Live at the State); 1997 nahm er mit ehemaligen Musikern von Cheatham eine Hommage an Doc Cheatham auf, u. a. mit dem Trompeter Spanky Davis.

## Diskographische Hinweise
- Hitting His Stride (Arbors, 1996)
- Remember Doc Cheatham  (Arbors, 1997)